# Escuelas Normales de Argentina
Las Escuelas Normales son instituciones fundadas en Argentina a partir de las últimas décadas del siglo XIX destinadas a la formación de maestros, inscriptas en un proceso de alcance global, con particularidades locales. Estas instituciones formadoras de docentes condensaron en sus postulados discursos pedagógicos y prácticas, diversas expresiones filosóficas y pedagógicas inscriptas en los debates educativos de su época. Las primeras escuelas normales se fundan en las capitales provinciales según lo dispuesto por la Ley 758 de 1875.

## Historia

### Encuadre internacional
Hablar de las escuelas normales remite al proceso de formación de los estados modernos europeos a partir del desarrollo de la Ilustración que requirió de un dispositivo pedagógico para educar a las poblaciones. Estas debían responder a los nuevos requerimientos de una organización social que se regulaba mediante la ley e implicaba la interiorización de saberes comunes que conformaban las particularidades de las naciones modernas: una lengua compartida, tradiciones e historia, normas, valores y religión. En ese contexto se construye la noción de educación popular moderna vinculada a la función de civilizar y disciplinar. Zygmunt Bauman sostiene: 

“... la ubicación cualitativamente novedosa de los poderes de control y reproducción del orden generó la demanda de una nueva clase de experiencia y una nueva función de suprema importancia sistémica: la de maestro/supervisor, un profesional especializado en la modificación del comportamiento humano, en “traer al orden de la conducta” y evitar o contener las consecuencias del accionar desordenado o errático.” 

En las primeras décadas del siglo XVIII en Alemania surgieron los primeros seminarios para la preparación de maestros o Escuelas Normales. El término normal hacía referencia a “norma o modelo” y los seminarios respondían a la necesidad de homogeneizar y organizar la diversidad de experiencias educativas existentes. 
Hacia el siglo XVIII, los Estados nacionales fueron tomando cada vez más protagonismo en la creación y supervisión de estas instituciones en el marco de políticas que organizaron los sistemas educacionales modernos.
Las instituciones surgidas en Europa, se tomaron como referencia en EEUU para la educación pública y se promovieron hacia Iberoamérica. En Argentina, Domingo Faustino Sarmiento toma contacto con las experiencias impulsadas por Horace Mann en su viaje de estudio de los sistemas educativos modernos que inspiró su obra “Educación Popular”.

### Contexto nacional
En Argentina, la formación de maestros y maestras titulados estuvo también a cargo -aunque no exclusivamente- de las escuelas normales. Estas últimas tenían a su cargo la formación pedagógica de futuros docentes basada en un amplio conjunto de saberes sobre la enseñanzae iniciación en la ciencia moderna. 
La fundación de escuelas normales se inscribe en el proyecto político liberal que procuraba consolidar un orden social restrictivo e incorporar a la República Argentina en el orden mundial como economía agro-exportadora. Se adoptaron un conjunto de políticas en esta dirección, entre las que encontramos la extensión de la educación primaria, arista clave para la transformación social y la inserción de la nación en el sistema capitalista. Las nuevas pautas de comercio y consumo requerían ciudadanos que, además, aprendieran a respetar las leyes, y conducirse en forma civilizada.
Como parte de este proceso se adoptaron un conjunto de medidas tendientes a la laicización de la educación. Di Stefano conceptualiza como “la embestida laicista” tuvo dos momentos álgidos en Argentina: entre 1882-1884, cuando se discutían y promulgaban las leyes de educación y registro civil por un lado, y en 1888 con el debate del matrimonio civil; en un escenario atravesado por conflictos con la Iglesia católica. Esta ofensiva laicista sobre atribuciones y funciones que habitualmente habían estado en poder del clero, tuvo como una de sus aristas la incorporación de la investigación científica y la cultura moderna. Cabe destacar que no necesariamente implicó propósitos de inclusión política ni educativa. Por el contrario, el progreso iba asociado a lo que llamaban “orden”. Fracciones de las elites liberales que promovieron la inserción al mercado mundial y la laicización, favorecieron también la consolidación de un modelo escolar rígido, extendido a todos los niveles del sistema. Sus propias vacilaciones en cuanto a la integración de las grandes mayorías fue compatible con políticas educativas más tendientes al disciplinamiento que a la formación integral del ciudadano.
En este contexto -inscripto en el proceso de conformacióny consolidación del Estado Nación- a partir de 1854 y especialmente desdela década de 1870, se asistió al sostenido crecimiento del número de escuelas y de la matrícula, que fue demandando la formación de maestros y maestras con saberes cada vez más específicos. La dinámica que imprimió la promulgación dela Ley 1420 de educación común, mediante la cual se impulsó la creación de escuelas primarias en los territorios nacionales, intensificó la lectura de un sector de los gobernantes liberales de la época respecto a la urgente necesidad de la preparación de un cuerpo de "especialistas" dedicados a la tarea de enseñar. Desde el impulso de las políticas educativas nacionales se hizo extensivo a la mayoría de las provincias. 
En el devenir del proceso de expansión de estas instituciones formadoras de docentes, se fue construyendo un discurso pedagógico en el que confluyeron diversas expresiones filosóficas y pedagógicas que formaron parte de los debates educativos, en el intento por definir los fines de la educación, los sujetos educativos, el carácter de las instituciones, la patria, la nación, la ciudadanía, los métodos de enseñanza, las formas de disciplinamiento, los saberes que se consideraban legítimos. De esta manera, la formación normalista fue concebida, en afinidad con otras corrientes de su época, como un ámbito privilegiado para la obra de transformación de la cultura. Fuera de todo mecanicismo, el proceso complejo de la formación integral, suponía una atención sobre etapas formativas que superaban la expectativa de resultados inmediatos.
Así, el normalismo, en tanto red de instituciones para la formación de docentes y, más adelante, como discurso pedagógico y como conjunto de prácticas asociadas a concretar ese ideario, con numerosas limitaciones materiales y simbólicas, se consolidó como el dispositivo por excelencia para la formación de docentes bajo el impulso del presidente Domingo F. Sarmiento. 

#### Las primeras fundaciones
Las primeras fundaciones de escuelas normales -que no prosperaron- se remontan a la década del 20 del siglo XIX. A su vez se hicieron intentos de crear secciones normales anexas a los Colegios Nacionales en Santiago del Estero, Corrientes, San Luis y Jujuy, en la idea que era menos costoso crear estos anexos que escuelas normales completas. 
En 1869 el Congreso sancionó una Ley de autorización al Poder Ejecutivo para verificar los gastos de creación de dos escuelas normales. El presidente Domingo Faustino Sarmiento y su ministro Nicolás Avellaneda decretaron el 13 de junio de 1870 la instalación de una escuela normal en la ciudad de Paraná. En 1875 se inauguró la Escuela Normal de Tucumán. 
Durante esta etapa de organización, el Estado nacional, y en menor medida los Estados provinciales y municipales destinaron recursos para financiar becas a los/as alumnos/as maestros/as, logrando una amplia cobertura. Se consideraba que los/as alumnos/as tenían un compromiso desde el primer año que recibían la beca y se les hacía firmar a sus tutores un documento donde se los obligaba a ejercer la docencia durante un cierto período, después de recibidos, y en algunos casos, el compromiso de volver a sus lugares de origen una vez obtenida la titulación. Además, de acuerdo al Reglamento, el Ministerio debía distribuir entre todos/as los/as alumnos/as maestros/as los libros y útiles necesarios. Sin embargo, ya en las primeras décadas del siglo XX, tanto éstos como las becas, comenzaron a disminuir.
En 1874, por iniciativa del gobernador de la provincia de Buenos Aires, Mariano Acosta, se dispuso la creación de una escuela de Profesores y otra Escuela Normal de Profesoras. Ambos establecimientos fueron nacionalizados en 1881. Con ellos, eran tres las escuelas normales de Profesores/as que existían en todo el país (la de Paraná y estas dos de Capital). Se fundaron con el objetivo de preparar profesores/as para el Curso Normal y secundario (aunque también dieron clases en el nivel primario), y para ejercer cargos directivos y de inspección en las escuelas primarias. Los títulos que expedían eran los de Profesor Normal en Ciencias y en Letras.
En 1875, siendo presidente Nicolás Avellaneda y ministro Onésimo Leguizamón, se aprobó una Ley para fundar y sostener catorce escuelas nacionales para Maestras en cada una de las capitales de provincia, con un plan de tres años de duración. Para 1884, año de votación de la Ley 1420, se habían creado ya diecinueve Escuelas Normales, incrementándose a ochenta y un establecimientos en los años siguientes. Flavia Fiorucci (2014) propone analizar este período considerando dos momentos: el primero, cuando se abrieron establecimientos en las capitales provinciales y el segundo, alrededor del Centenario, cuando se fundaron Escuelas Normales en lugares más remotos, especialmente en los territorios nacionales o en pueblos vinculados a la campaña rural, zonas con fuerte afluencia migratoria.

## Las escuelas normales de Córdoba: primeras fundaciones

### El contexto provincial
En el siglo XIX Córdoba era ya una importante provincia, con proyección regional y nacional. En la década de 1880 llega al poder el liberal Partido Autonomista Nacional reavivando el enfrentamiento entre liberales y clericales, lucha política y cultural en torno al control social. El gobierno liberal de Juárez Celman, en continuidad a lo realizado por Antonio Del Viso, adoptó un conjunto de medidas laicistas que desataron la resistencia de un núcleo nacionalista católico (Roitenburd, 2000).
Para defender sus privilegios, con el norte católico de la nación y la escuela como promotora de sus dogmas, se organizaron y enfrentaron todas las medidas tendientes a la libertad de cultos: la Ley 1420, la renovación educativa, la inclusión de la ciencia moderna en los planes de estudio, la coeducación de los sexos, la designación de maestros y maestras que profesaban en otra religión, entre otros puntos. Especialmente, rechazaron la política impulsada por Sarmiento de contratar maestras norteamericanas protestantes, para que estuvieran al frente de las escuelas normales. 
Junto a esas medidas que procuraban la modernización social, Sarmiento impulsó en Córdoba y otras ciudades del país, la creación de instituciones para la investigación y la difusión de la ciencia moderna. Ejemplo de ello son el Observatorio Astronómico
Nacional y la Academia Nacional de Ciencias para las que introdujo a científicos norteamericanos y europeos. Desde la intencionalidad política de la élite liberal, es posible advertir el rol que ocuparon estas instituciones en la formación de profesores destinados tanto al ámbito académico universitario como a los colegios nacionales y las escuelas normales.

### Las escuelas normales provinciales
En el contexto de las tensiones y disputas entre liberales y clericales que se sostuvieron especialmente en las últimas décadas del siglo XIX en la Argentina, y que en Córdoba asumieron una intensidad particular, se dieron fuertes presiones para impedir que la provincia de Córdoba adhiriera a la Ley de 1875, rechazando los pedidos realizados desde el gobierno central.  
En Córdoba se enseñaba religión en las escuelas y, si así debía seguir siendo, la formación docente no sólo debía incluir la formación religiosa sino que debía orientar el conjunto de la formación de las futuras y futuros maestros (rechazo de la ciencia moderna, control de su moralidad, lecturas, religiosidad, entre otros puntos). En un período posterior se retomará esta política de creación de escuelas normales provinciales, con la fundación de la Escuela Graduada Superior Normal Provincial de niñas “Juan B. Alberdi” (1906) y la Escuela Normal Provincial para varones “Gobernador Olmos” (1909). 

#### Escuela Normal Provincial de Maestras (1878-1883)
Con este horizonte, en abril de 1878, se fundó en la provincia de Córdoba la "Escuela Normal Provincial para la formación de maestras". La Sociedad de Beneficencia puso a disposición un salón donde funcionaría la escuela. El decreto de creación estipulaba el establecimiento de dos departamentos de enseñanza: un curso de tres años para niñas, aspirantes al profesorado de escuelas primarias, una escuela graduada de dos años para la enseñanza primaria de niños de ambos sexos y la escuela de aplicación para la práctica de las alumnas maestras de dicha enseñanza. En esta escuela normal se incluía la religión entre las materias obligatorias. La escuela fue clausurada en 1884.

### Las primeras escuelas normales nacionales

#### Escuela Normal Nacional de Maestras (1884), hoy Escuela Normal Superior Alejandro Carbó

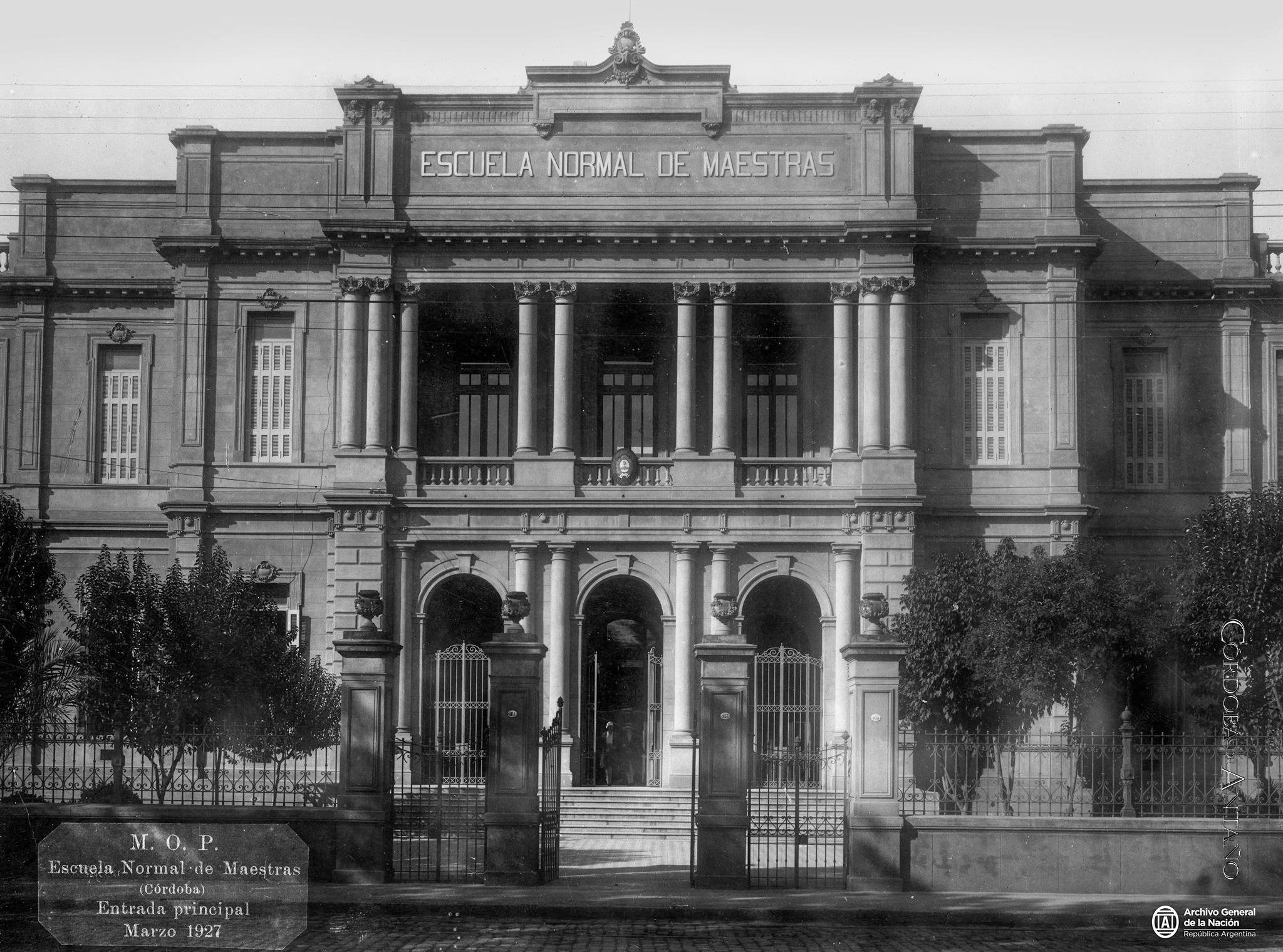
Escuela Normal de Maestras. Año 1927. Córdoba ciudad, República Argentina. Actual Escuela Normal Superior «Dr. Alejandro Carbó»

Siendo Julio Argentino Roca presidente de la nación, y Juárez Celman gobernador de la provincia de Córdoba, finalmente se concretó la iniciativa de dar lugar al cumplimiento de la Ley de 1875 con la apertura de la Escuela Normal Nacional de Maestras de Córdoba, en 1884. Fue designada como su directora Francisca Armstrong, una de las maestras norteamericanas convocadas por Sarmiento. Su designación, sumada al rechazo al programa y orientación de estas Normales nacionales, reavivó la ofensiva del clericalismo local. La apertura de esta escuela coincidió con los debates de la Ley 1420. Francisca Armstrong permanecerá en el puesto dos años, siendo luego trasladada a San Nicolás y reemplazada por su compatriota Jenny Howard (Huston Luiggi, 1959).
Un hito fundamental de la resistencia se dio en abril de 1884. cuando el Vicario JerónimoClara emitió una Pastoral en la que, entre otros puntos, prohibía a las familias católicas enviar a sus hijas a la Escuela Normal. Esta acción se inscribió en un objetivo más general: presionar contra la promulgación en Córdoba de una ley similar a la Ley 1420. La Pastoral sostenía tres puntos fundamentales, entre los que se contaba el de prohibir a los padres católicos enviar a sus hijos a la Escuela Normal, ya que su regente era Francisca Armstrong, una de las maestras de EE. UU. contratadas por Sarmiento, y se la rechazaba por profesar el culto protestante. 
En segundo lugar, exigía a la Universidad Nacional de Córdoba rechazar la tesis de Ramón J. Cárcano, presentada como inmoral. 
En tercer lugar, prohibía a los fieles la lectura de tres periódicos liberales a los que condenaba por ateos: “El interior”, “La Carcajada” y “El sol de Córdoba”. Al tomar conocimiento el gobierno nacional de la difusión de dicha pastoral suspendió al Vicario en sus funciones y dispuso su procesamiento judicial. El Vicario Clara no acató esas disposiciones y se abrió un período de tensos enfrentamientos.

#### Escuela Graduada Municipal de Río Cuarto (1886) convertida en Escuela Normal Mixta de Río Cuarto (1888) hoy Escuela Normal Superior Justo José de Urquiza

Escuela Normal mixta de Río Cuarto - Actual Escuela Superior Justo José de Urquiza - Río Cuarto Córdoba Argentina.

La Escuela Normal Mixta de Río Cuarto, la segunda fundada en orden cronológico en la provincia de Córdoba, inició sus actividades el 2 de abril de1888. Se estableció con una propuesta formativa novedosa para la región, cuyos establecimientos educativos de gestión estatal estaban integrados por escuelas graduadas municipales de primeras letras. La formación secundaria otorgaba el título habilitante para el ejercer la docencia, de manera conjunta con la educación primaria, denominado “Departamento de Aplicación”. Esta formación se convertía en un resorte en donde los estudiantes convalidaban de manera práctica, los saberes necesarios para el ejercicio de la docencia. Esta formación dependía de la Enseñanza Media y otorgaba el Título de Maestro Normal Nacional. Dentro de este plan educativo en 1890 egresaron los primeros cinco maestros.

### Escuelas Normales Provinciales, segunda etapa
El proceso de expansión de las escuelas normales se extendió no solo a las capitales provinciales sino que continuó en los años siguientes con la instalación de escuelas Normales en diferentes localidades del interior de las provincias, en muchos casos en zonas escasamente pobladas. Pese al carácter centralista de la acción estatal, se esperaba que estas escuelas cubrieran demandas regionales y se adecuasen a las necesidades del contexto. Estas escuelas normales cumplieron un rol fundamental en ciudades que no contaban con centros universitarios u otros espacios socio-culturales de referencia, destacando particularmente a sus directores y directoras no solo como las y los encargados de poner en funcionamiento estas escuelas, sino como animadores y organizadores de la vida cultural.
Inscriptas en este proceso, se fundaron en Córdoba otras escuelas normales, además de la de la capital.
- Escuela Normal Nacional de Bell Ville (1909), hoy Escuela Normal Superior José Figueroa Alcorta
- Escuela Normal Rural Mixta de Villa Dolores (1910), hoy Escuela Normal Superior Dalmacio Vélez Sarsfield. Su primer director fue Cecilio Duarte, también egresado de la Escuela Normal de Paraná
- Escuela Normal de San Francisco (1912), hoy Escuela Normal Superior Nicolás Avellaneda. La escuela fue emplazada en una zona con fuerte afluencia migratoria y actividad agropecuaria. San Francisco era por entonces una pequeña aldea, con una población estimada de seis mil habitantes. El primer edificio donde funcionó la Escuela Normal fue cedido en calidad de préstamo por la provincia, y su primer Director fue el Profesor Pascual Bailón Sosa. Contaba el año de su fundación con 141 alumnos en el Departamento de Aplicación (Escuela Primaria) y 15 en el Normal.
- Escuela Normal de Preceptores de Cruz del Eje (1918), hoy Escuela Normal Superior República del Perú